# Sus ojos se cerraron y el mundo sigue andando
Sus ojos se cerraron y el mundo sigue andando, también conocida simplemente como Sus ojos se cerraron, es una película argentina dramática-histórica de 1998 dirigida por Jaime Chávarri y escrita por Raúl Brambilla y Oscar Plasencia. Es protagonizada por Darío Grandinetti, Aitana Sánchez Gijón, Juan Echanove y Ulises Dumont. Se estrenó en España el 23 de enero de 1998 y en Argentina el 9 de abril del mismo año.

## Sinopsis
Cuando Renzo Franchi, un poco conocido cantor de tangos de 1933, se enamora de una hermosa joven española admiradora de Carlos Gardel, su voz se transforma en la del admirado cantor. Su canto similar y su parecido físico con "El Zorzal Criollo" provocan que Renzo reemplace a Gardel en la fatídica gira a Colombia.

## Reparto
- Darío Grandinetti …Renzo Franchi/Carlos Gardel
- Aitana Sánchez Gijón …Juanita
- Juan Echanove …Gustavo
- Ulises Dumont …Aníbal
- Pepe Soriano …Pepe
- Raúl Brambilla …Alfredo Le Pera
- Cecilia Milone…Mujer misteriosa
- Virginia Innocenti
- Ramón Rivero …Dieguito
- Lidia Catalano
- Carlos Carella…Cabache
- Rafael Rojas (cantante) …Voz de Carlos Gardel
- Claudia Millan
- Chela Ruiz… Madre de Carlos Gardel
- Pía Uribelarrea…Azucena Maizani
- Vera Czemerinski …Acróbata Conventillo
- María Fernández Paroni …Dorita
- Mónica Galán …La Turca
- Nelly Fontán …Doña Martha
- Bibiana Aflalo …Nancy
- Noemí Granata …Dueña Taller de Costura
- Alfredo Allende …Maestro de Ceremonias
- Inés Arce …Pordiosera
- Patricia Baños …Viuda López Thompson
- Damián Boggio …Botones
- Óscar Gabriel Cammarota …Pianista Prostíbulo
- Martín Coria …Colombiano 1
- Julio Cabrera …Colombiano 2
- Hugo Álvarez …Policía Colombiano
- Bettina Hudson  …Vecina Conventillo
- Omar Pini …Vecino Conventillo
- Santiago Escalante …Traficante
- Harry Havilio …Maitre
- Derli Prada  …Dueño Bar 1
- Elvio Nessier …Dueño Bar 2
- Ruben Horacio Serra …Bandonconista Cordobés
- Nelly Tesolín …Sra. Crespi

## Comentarios
J. A. Jiménez de Las Heras en Dirigido, de Barcelona escribió:

«Podía haberse decantado por el esperpento, pero apuesta por el sentimentalismo melodramático con pretendidos toques de humor.»

El País escribió:

«Un excelente musical que se sitúa tanto a la cabeza de los realizados por él (Chávarri) como entre los mejores producidos en España a lo largo de su historia.»

La Nación opinó:

«Chávarri manejó con mano maestra esta especie de fábula que brota de la cotidianeidad.»

Enrique Fernánez Lópiz en Ojo Crítico dijo:

«…una excelente película…una dirección de gran calidad…Tiene una buena fotografía…y una música sustentada en tangos muy conocidos…fue rodada con sonido directo, lo cual la dignifica; y tiene una puesta en escena y una ambientación de la época, excelente….El reparto hace un gran trabajo...Grandinetti hace de verdadero y falso Gardel con gran credibilidad y un genio natural, y nos parece estar viendo al grande entre los grandes tangueros. Aitana Sánchez-Gijón interpreta a las mil maravillas a la “gallega” típica que trabaja de costurera en Buenos Aires y vive de las fantasías...Juan Echanove interpreta como él sabe, de pobre perdedor en la historia amorosa y guitarrista en el grupo. Ulises Dumont toca el bandoneón y hace un espléndido rol; y junto a ellos otros actores de calidad… En definitiva: soberbias interpretaciones del elenco de protagonistas… este drama con trazas de musical tiene sus puntos muy interesantes de interés, por su tono sorpresivo e incluso un tanto surrealista en torno a la vida y obra del archifamoso Gardel y su muerte en accidente de avión. Como dice Torres, se trata de un “Excelente musical con 14 tangos integrados en una intensa y dramática historia de amor, con grandes interpretaciones y una pirueta dramática sobre el trágico final del gran cantante Carlos Gardel“...Chavarri sabe dar una probable versión fantástica a lo que pudo ser su final sin final, o sea, como que no murió en aquel fatídico accidente de aeronáutico.»

## Premios y nominaciones
Asociación de Cronistas Cinematográficos de la Argentina, Premios Cóndor de Plata 1999
- Darío Grandinetti, ganador del Premio al Mejor Actor.
- Oscar Plasencia y Raúl Brambilla ganadores del Premio al Mejor Guion Original.
- Aitana Sánchez-Gijón, nominada al Premio a la Mejor Actriz.
- Ulises Dumont, nominado al Premio al Mejor Actor de Reparto
- Luis María Serra, nominado al Premio a la Mejor Música
- Daniel Feijoó, nominado al Premio a la Mejor Escenografía.

Premios Fotogramas de Plata 1999
- Aitana Sánchez-Gijón, nominada al Premio a la Mejor Actriz de Cine.

Festival Toulouse Cinespaña 1998
- Jaime Chávarri ganador del premio Violette d'Or.